# Velika nagrada Bahrajna 2020
Velika nagrada Bahrajna 2020 je petnajsta dirka Svetovnega prvenstva Formule 1 v sezoni 2020. Odvijala se je 29. novembra 2020 na dirkališču Bahrain International Circuit pri Sahirju. Zmagal je Lewis Hamilton, Mercedes, drugo mesto je osvojil Max Verstappen, tretje pa Alexander Albon, oba Red Bull Racing-Honda. Dirka je bila prekinjena po hujši nesreči Romaina Grosjeana v prvem krogu in se je začela s ponovnim štartom.

## Rezultati

### Kvalifikacije
| Poz  | Št | Dirkač             | Konstruktor               | 1. del   | 2. del    | 3. del   | Št. m. |
| ---- | -- | ------------------ | ------------------------- | -------- | --------- | -------- | ------ |
| 1    | 44 | Lewis Hamilton     | Mercedes                  | 1:28,343 | 1:27,586  | 1:27,264 | 1      |
| 2    | 77 | Valtteri Bottas    | Mercedes                  | 1:28,767 | 1:28,063  | 1:27,553 | 2      |
| 3    | 33 | Max Verstappen     | Red Bull Racing-Honda     | 1:28,885 | 1:28,025  | 1:27,678 | 3      |
| 4    | 23 | Alexander Albon    | Red Bull Racing-Honda     | 1:28,732 | 1:28,749  | 1:28,274 | 4      |
| 5    | 11 | Sergio Pérez       | Racing Point-BWT Mercedes | 1:29,178 | 1:28,894  | 1:28,322 | 5      |
| 6    | 3  | Daniel Ricciardo   | Renault                   | 1:29,005 | 1:28,648  | 1:28,417 | 6      |
| 7    | 31 | Esteban Ocon       | Renault                   | 1:29,203 | 1:28,937  | 1:28,419 | 7      |
| 8    | 10 | Pierre Gasly       | AlphaTauri-Honda          | 1:28,971 | 1:29,008  | 1:28,448 | 8      |
| 9    | 4  | Lando Norris       | McLaren-Renault           | 1:29,464 | 1:28,877  | 1:28,542 | 9      |
| 10   | 26 | Daniil Kvjat       | AlphaTauri-Honda          | 1:29,158 | 1:28,944  | 1:28,618 | 10     |
| 11   | 5  | Sebastian Vettel   | Ferrari                   | 1:29,142 | 1:29,149  |          | 11     |
| 12   | 16 | Charles Leclerc    | Ferrari                   | 1:29,137 | 1:29,165  |          | 12     |
| 13   | 18 | Lance Stroll       | Racing Point-BWT Mercedes | 1:28,679 | 1:29,557  |          | 13     |
| 14   | 63 | George Russell     | Williams-Mercedes         | 1:29,294 | 1:31,218  |          | 14     |
| 15   | 55 | Carlos Sainz Jr.   | McLaren-Renault           | 1:28,975 | brez časa |          | 15     |
| 16   | 99 | Antonio Giovinazzi | Alfa Romeo Racing-Ferrari | 1:29,491 |           |          | 16     |
| 17   | 7  | Kimi Räikkönen     | Alfa Romeo Racing-Ferrari | 1:29,810 |           |          | 17     |
| 18   | 20 | Kevin Magnussen    | Haas-Ferrari              | 1:30,111 |           |          | 18     |
| 19   | 8  | Romain Grosjean    | Haas-Ferrari              | 1:30,138 |           |          | 19     |
| 20   | 6  | Nicholas Latifi    | Williams-Mercedes         | 1:30,182 |           |          | 20     |
| Vir: |    |                    |                           |          |           |          |        |

### Dirka
| Poz  | Št | Dirkač             | Konstruktor               | Krogi | Čas/Odstop  | Št. m. | Toč |
| ---- | -- | ------------------ | ------------------------- | ----- | ----------- | ------ | --- |
| 1    | 44 | Lewis Hamilton     | Mercedes                  | 57    | 2:59:47,515 | 1      | 25  |
| 2    | 33 | Max Verstappen     | Red Bull Racing-Honda     | 57    | +1,254      | 3      | 19  |
| 3    | 23 | Alexander Albon    | Red Bull Racing-Honda     | 57    | +8,005      | 4      | 15  |
| 4    | 4  | Lando Norris       | McLaren-Renault           | 57    | +11,337     | 9      | 12  |
| 5    | 55 | Carlos Sainz Jr.   | McLaren-Renault           | 57    | +11,787     | 15     | 10  |
| 6    | 10 | Pierre Gasly       | AlphaTauri-Honda          | 57    | +11,942     | 8      | 8   |
| 7    | 3  | Daniel Ricciardo   | Renault                   | 57    | +19,368     | 6      | 6   |
| 8    | 77 | Valtteri Bottas    | Mercedes                  | 57    | +19,680     | 2      | 4   |
| 9    | 31 | Esteban Ocon       | Renault                   | 57    | +22,803     | 7      | 2   |
| 10   | 16 | Charles Leclerc    | Ferrari                   | 56    | +1 krog     | 12     | 1   |
| 11   | 26 | Daniil Kvjat       | AlphaTauri-Honda          | 56    | +1 krog     | 10     |     |
| 12   | 63 | George Russell     | Williams-Mercedes         | 56    | +1 krog     | 14     |     |
| 13   | 5  | Sebastian Vettel   | Ferrari                   | 56    | +1 krog     | 11     |     |
| 14   | 6  | Nicholas Latifi    | Williams-Mercedes         | 56    | +1 krog     | 20     |     |
| 15   | 7  | Kimi Räikkönen     | Alfa Romeo Racing-Ferrari | 56    | +1 krog     | 17     |     |
| 16   | 99 | Antonio Giovinazzi | Alfa Romeo Racing-Ferrari | 56    | +1 krog     | 16     |     |
| 17   | 20 | Kevin Magnussen    | Haas-Ferrari              | 56    | +1 krog     | 18     |     |
| 18   | 11 | Sergio Pérez       | Racing Point-BWT Mercedes | 53    | Motor       | 5      |     |
| Ods  | 18 | Lance Stroll       | Racing Point-BWT Mercedes | 2     | Trčenje     | 13     |     |
| Ods  | 8  | Romain Grosjean    | Haas-Ferrari              | 0     | Trčenje     | 19     |     |
| Vir: |    |                    |                           |       |             |        |     |